# التنبؤ الخلوي
التنبؤ بموقع البروتين داخل الخلية (أو فقط، التنبؤ بموقع البروتين) يتضمن التنبؤ بأين يقيم البروتين في الخلية، هذا يدعى الموقع دون الخلوي.
بشكل عام، تأخذ أدوات التنبؤ معلومات الإدخال حول البروتين، مثل تسلسل البروتين من الأحماض الأمينية، وتنتج موقعًا متوقعًا داخل الخلية كمخرجات، مثل النواة، أو الشبكة الإندوبلازمية، أو أجسام غولجي، أو الحيز خارج الخلية، أو غيرها من العضيات. الهدف من ذلك هو بناء أدوات يمكنها التنبؤ بدقة بنتيجة استهداف البروتين.
يعد التنبؤ بالبروتين مكونا مهما في التنبؤ المعتمد على المعلومات الحيوية   في الخلايا.لوظيفة البروتين ومشروع الجينوم ويمكن ان يساعد في تحديد اهداف الدواء.

## خلفية
يمكن أن يكون تحديد موقع البروتين دون الخلوي التجريبي مهمة شاقة وتستغرق وقتًا طويلاً. غالبًا ما يتم استخدام التطعيم المناعي أو وضع علامات (مثل البروتين المستشع«الفلوري» الأخضر) لعرض الموقع باستخدام المجهر الضوئي. استخدام التنبؤ هو بديل يعطي نتائج بدقة عالية.من خلال تطوير أساليب جديدة في علوم الكمبيوتر، بالإضافة إلى مجموعة بيانات متزايدة من البروتينات ذات الموقع المعروف، يمكن للأدوات الحسابية الآن أن تقدم تنبؤات سريعة ودقيقة للموقع للعديد من الكائنات الحية. وقد نتج عن ذلك أن يصبح تنبؤ الموقع دون الخلوي أحد التحديات التي ساعدتها بنجاح المعلوماتية الحيوية والتعلم الآلي، يمكن للأدوات الحسابية الآن أن تقدم تنبؤات سريعة ودقيقة للموقع للعديد من الكائنات الحية. وقد نتج عن ذلك أن يصبح تنبؤ الموقع دون الخلوي أحد التحديات التي ساعدتها بنجاح المعلوماتية الحيوية والتعلم الآلي

## الادوات
في عام 1999، كان برنامج PSORT أول برنامج منشور للتنبؤ بالموقع دون الخلوي.  تم إصدار الأدوات والمواقع الإلكترونية اللاحقة باستخدام تقنيات مثل الشبكات العصبية الاصطناعية وآلة ناقلات الدعم وعناصر البروتين. يمكن أن يكون المتنبئون متخصصين في البروتينات في الكائنات الحية المختلفة. بعضها متخصص في البروتينات حقيقية النواة، وبعضها للبروتينات البشرية،  والبعض الآخر للبروتينات النباتية.تمت مراجعة طرق التنبؤ بالتنبؤات بالموقع الجرثومي، ودقة هذه التنقيب.وقد تم تلخيص تطور التنبؤ بموقع البروتين في مقالتين شاملتين.   يمكن العثور على الأدوات الحديثة وتقرير الخبرة في ورقة حديثة أعدها. Meinken and Min (2012)

## التطبيق
معرفة موقع البروتين دون الخلوي يمكن ان يحسن إلى حد كبير في تحديد الهدف اثناء عملية اكتشاف الدواء. على سبيل المثال، يمكن الوصول بسهولة إلى البروتينات المفرزة وبروتينات غشاء البلازما عن طريق جزيئات الدواء بسبب موقعها في الحيز خارج الخلية أو على سطح الخلية.
سطح الخلية البكتيرية والبروتينات المفرطة هي أيضا ذات أهمية لإمكاناتها كمرشحين لقاح أو كأهداف تشخيصية. لوحظ شذوذ مواقع البروتينات في خلايا العديد من الأمراض، مثل السرطان ومرض الزهايمر. البروتينات المخفية من بعض العتائق«كائنات وحيدة الخلية» التي يمكنها البقاء في بيئات غير عادية لها تطبيقات مهمة صناعيا

باستخدام التنبؤ، يمكن تقييم عدد كبير من البروتينات من أجل العثور على مرشحين يتم الاخذ بهم إلى الموقع المطلوب.

## قواعدالبيانات
نتائج تخزين التنبؤ بالموقع دون الخلوي يمكن تخزينها في قواعد البيانات. ومن الأمثلة على ذلك:
database Compartments, FunSecKB2, a fungal database; PlantSecKB, a plant database; MetazSecKB, an animal and human database; and ProtSecKB, a protist database